# Садурнен
Садурне́н (фр. Sadournin, окс. Sadornin) — коммуна во Франции, находится в регионе Юг — Пиренеи. Департамент — Верхние Пиренеи. Входит в состав кантона Три-сюр-Баиз. Округ коммуны — Тарб.
Код INSEE коммуны — 65383.

## География

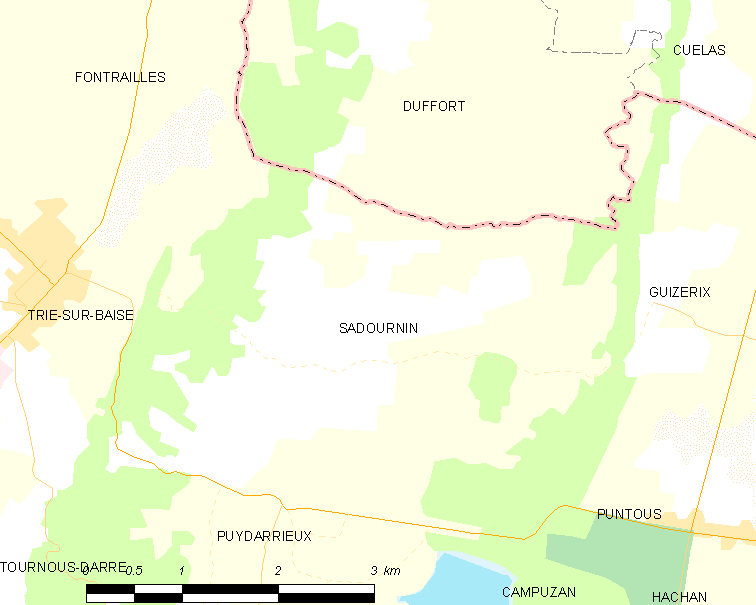
Карта коммуны

Коммуна расположена приблизительно в 640 км к югу от Парижа, в 90 км западнее Тулузы, в 29 км к востоку от Тарба.
На востоке коммуны протекает река Баизоль.

## Климат
Климат умеренно-океанический с солнечной тёплой погодой и обильными осадками на протяжении практически всего года.

## Население
Население коммуны на 2010 год составляло 182 человека.
| 1962 | 1968 | 1975 | 1982 | 1990 | 1999 | 2010 |
| ---- | ---- | ---- | ---- | ---- | ---- | ---- |
| 212  | 197  | 184  | 173  | 169  | 176  | 182  |

## Администрация
| Период | Период | Фамилия     | Партия                              | Примечания |
| ------ | ------ | ----------- | ----------------------------------- | ---------- |
| 1995   | 2020   | Андре Досса | Французская коммунистическая партия | почтальон  |

## Экономика
В 2010 году среди 105 человек трудоспособного возраста (15-64 лет) 77 были экономически активными, 28 — неактивными (показатель активности — 73,3 %, в 1999 году было 64,8 %). Из 77 активных жителей работали 73 человека (37 мужчин и 36 женщин), безработных было 4 (0 мужчин и 4 женщины). Среди 28 неактивных 8 человек были учениками или студентами, 12 — пенсионерами, 8 были неактивными по другим причинам.